# Nes longus
Nes longus är en fiskart som först beskrevs av Nichols, 1914.  Nes longus ingår som enda art i släktet Nes och familjen smörbultsfiskar. Inga underarter finns listade i Catalogue of Life.